# محوطه سفر خونی
محوطه سفر خونی مربوط به دوره نوسنگی - هزاره ۴ قبل از میلاد - سده‌های اولیه دوران‌های تاریخی پس از اسلام است و در شهرستان کوهدشت، بخش کوهنانی، دهستان کوهنانی، شمال دبیرستان امام خمیمنی، سپاه پاسداران و بخشداری کوهنانی واقع شده و این اثر در تاریخ ۱۸ اسفند ۱۳۸۷ با شمارهٔ ثبت ۲۵۲۸۶ به‌عنوان یکی از آثار ملی ایران به ثبت رسیده است.